# Ismael Lares
Ismael Lares fue un militar mexicano que participó durante la Guerra Cristera.
Lares llegó de Chihuahua con el fin de dirigir la campaña en el estado de Durango en 1926.
El general Lares, a pesar de los consejos que le dio el coronel Agapito Campos de emboscar al día siguiente a las fuerzas cristeras, optó por la batalla.
Cayó muerto en el puerto de la Arena por una emboscada cristera que le tendieron en compañía de los 250 soldados que comandaba en octubre de 1926.
- Datos: Q5922631